# Heidenburg (Oberstaufenbach)
Die im Volksmund Herrenburg oder Heidenburg genannte Anlage ist die Ruine einer Höhenburg in der Nähe der Ortsgemeinde Oberstaufenbach der Verbandsgemeinde Kusel-Altenglan im Landkreis Kusel in Rheinland-Pfalz. Die Ruine der einstigen Burganlage steht auf einem Ausläufer des Krämelberges über dem Tal des Reichenbaches.

## Geschichte
Weder Erbauer, die genaue Erbauungszeit noch der ursprüngliche Name der Anlage sind bekannt. Durch die Verwendung römischer Bauspolien wurde die Anlage fälschlicherweise für eine  spätrömische Höhenburg gehalten. Das Fundmaterial lässt jedoch eine Datierung ins 11. und 12. Jahrhundert zu.

## Anlage
Von der Anlage sind nur wenige Reste erhalten. Der größte Teil der Kuppe, auf der sie lag, wurde schon im 19. Jahrhundert durch einen Steinbruch abgetragen. 1885 wurde eine Vermessung der damals erhaltenen Reste durch den Historischen Verein der Pfalz vorgenommen.
Die Burg hatte ursprünglich die Form eines abgerundeten Dreiecks, das 98 Meter lang und 68 Meter breit war. Die Innenbebauung des nördlichen Burgareals ist nicht bekannt. Bei den Untersuchungen 1885 wurden im südlichen Bereich zwei Meter starke Mauerreste gefunden, die auf einen Wohnturm mit einer Grundfläche von 14 mal 17 Meter hindeuten. Danebenliegende Mauerreste wurden als Kapelle interpretiert.
Durch den Steinbruch ist heute nur noch der südliche Verlauf der Ringmauer, die eine Stärke von 1,50 bis 1,80 Metern hatte, erhalten. 